# Louise Brough
Louise Brough (Oklahoma City, Oklahoma, 11 de marzo de 1923-Vista, California, 3 de febrero de 2014) fue una tenista estadounidense que ganó 3 de los 4 Grand Slam, faltándole el Torneo de Roland Garros.

## Biografía
Louise Brough se crio tenísticamente en California, ya que sus padres se separaron y su madre trasladó su residencia de Oklahoma donde tenían una tienda de comestibles, a Beverly Hills cuando Louise apenas tenía cuatro años de edad. La pequeña tuvo su primer contacto con el tenis en las pistas públicas de cemento existentes en la zona, especialmente en las del Roxury Park. Tenía 12 años cuando tuvo entre sus manos la primera raqueta. Como regalo por su decimotercer cumpleaños, le regalaron una clase con Dick Skeen, uno de los mejores profesionales del momento, quien vio un gran potencial en ella. El tenis de Louise era muy directo. Jugaba sin vacilar el saque-volea, pero su golpe de revés era pura dinamita. Le pegaba como si le fuera la vida en ello. Su madre le había inculcado ese espíritu, pese a que su imagen era de una joven sin malicia.  Con 17 años ganó el campeonato júnior de los Estados Unidos.

## Trayectoria deportiva
Entre 1948 y 1950, Luise Brough disputó las tres pruebas de los Wimbledon Championships. Durante esos tres años, jugó un total de 51 partidos de los que ganó 50. Sólo perdió la final de dobles mixtos de 1949, y levantó ocho de los nueve trofeos que estaban en disputa. Nadie se ha acercado al que fue su brutal dominio de la pista central en un mismo día. En la jornada final del torneo de 1948, Brough compitió en las tres finales, jugó 8 sets, y ganó 47 juegos de los 76 disputados. Brough pulverizó ese registro en 1949, jugando 117 games en la jornada decisiva. Venció a Margaret Osborne duPont por 10-8, 1-6 y 10-8 para levantar el plato de Venus. A continuación, tras 15 minutos de descanso, formando pareja con Margaret du Pont, venció en la final de dobles a  Gussie Moran y Pat Todd por 8-6 y 7-5. Y tras otra breve pausa, perdió en la final de mixtos formando pareja con John Bromwich por 9-7, 11-9 y 7-5. Más de cinco horas en pista en una época en la que no había descanso entre juegos. Brough ganó los Campeonatos Estadounidenses de Tenis (hoy Abierto de Estados Unidos) en Forest Hills en una ocasión y fue finalista en cinco ocasiones. 
Ganó en la versión individual femenina el Campeonato de Wimbledon en cuatro ocasiones (1948, 1949, 1950 y 1955) y jugó la final en siete ocasiones. En 1950, año en que levantó nuevamente los tres trofeos del All England Club, Louise Brough disputó en el día de clausura otros 89 juegos, de los que ganó 50 para vencer las tres finales, todas ellas en un tercer set. En tres años, 282 juegos consecutivos con presencia de Louise Brough en las finales. Louise llegó a Londres como número uno mundial y debía subsistir con una dieta de 12 libras diarias. Cedió en la final ante su amiga Betz. En 1947 fue Doris Hart quien frenó su marcha en el All England Club, pero a partir de ese año Brough fue intocable. Ganó los tres títulos consecutivos en Wimbledon, al que sumó un cuarto cinco años después, en 1955, ante Beverly Fleitz. En esa espacio de cinco años, disputó asimismo otras dos finales en al All England Club, en 1952 y 1954 ante Maureen Connolly. Con Margaret Osborne duPont como compañera, Louise Brough formó pareja de dobles, derrotarlas era una hazaña, de hecho ambas sumaron 21 títulos de Grand Slam de las 28 finales que disputaron. Louise también marco época en los dobles mixtos, ganando ocho Grand Slams y disputando otras tres finales con distintas parejas. Defendiendo a los Estados Unidos en la Wightman Cup, Louise ganó los 12 partidos que disputó y conquistó el torneo en cuatro ocasiones. En 1958, Louise abandonó el tenis profesional tras casarse en Pasadena (California) con el doctor Alan Clapp. Durante dos décadas ayudó a tenistas juniors en su formación,y también participó en algunos torneos para veteranos.
Con su pareja de dobles femeninos, Margaret Osborne, ganó entre 1942 y 1950 y entre 1955 y 1957 el dobles, en Wimbledon 1946, 1948, 1949, 1950 y 1954 y en el Campeonato francés de dobles en 1946, 1947 y 1949.
También cosechó éxitos en los torneos del Grand Slam en la versión mixta con (entre otros con Eric Sturgess). En 1967 fue acogida en el Salón de la Fama del Tenis Internacional.

## Retiro y fallecimiento
En 1958 se retiró del tenis activo. Falleció en Vista, Estados Unidos a los 90 años. Enferma de Parkinson, Louise Brough falleció el 3 de febrero de 2014.